# Гистондеацетилаза 5
 Гистондеацетилаза 5  — фермент, кодируемый у человека геном  HDAC5 .

## Функция
Гистоны играют важнейшую роль в регуляции транскрипции, клеточного цикла и событий развития. Ацетилирование/деацетилирование гистонов изменяет хромосомную структуру и влияет на доступ факторов транскрипции к ДНК. Белок, кодируемый этим геном принадлежит к классу II семейства гистондезацетилазы/acuc/Apha. Он обладает способностью гистондеацетилазы к подавлению транскрипции, когда связан с промотором. Он также взаимодействует с миоцитарным усилительным фактором-2 (MEF2) белков, что приводит к репрессии MEF2-зависимых генов. Эти гены, как полагают, связаны с раком толстой кишки. Были найдены для этого гена два варианта транскриптов, кодирующих различные изоформы.
АМФ-активируемая протеинкиназа регулирует глюкозный транспортёр GLUT4 путём фосфорилирования в HDAC5.
HDAC5 участвует в консолидации памяти и предполагает, что при разработке ингибиторов HDAC с большей селективностью для лечения болезни Альцгеймера, следует избегать ориентации на HDAC5.

## Взаимодействия
Гистондеацетилаза 5, как было выявлено, взаимодействует с:
- BCL6[10],
- CBX5[11],
- GATA1[12],
- HDAC3[13][14][15][16],
- IKZF1[17],
- MEF2A[18],
- NRIP1[19],
- NCOR1[14][20],
- NCOR2[20],
- YWHAQ[21] и
- ZBTB16[10][22].